# Blaster Beam

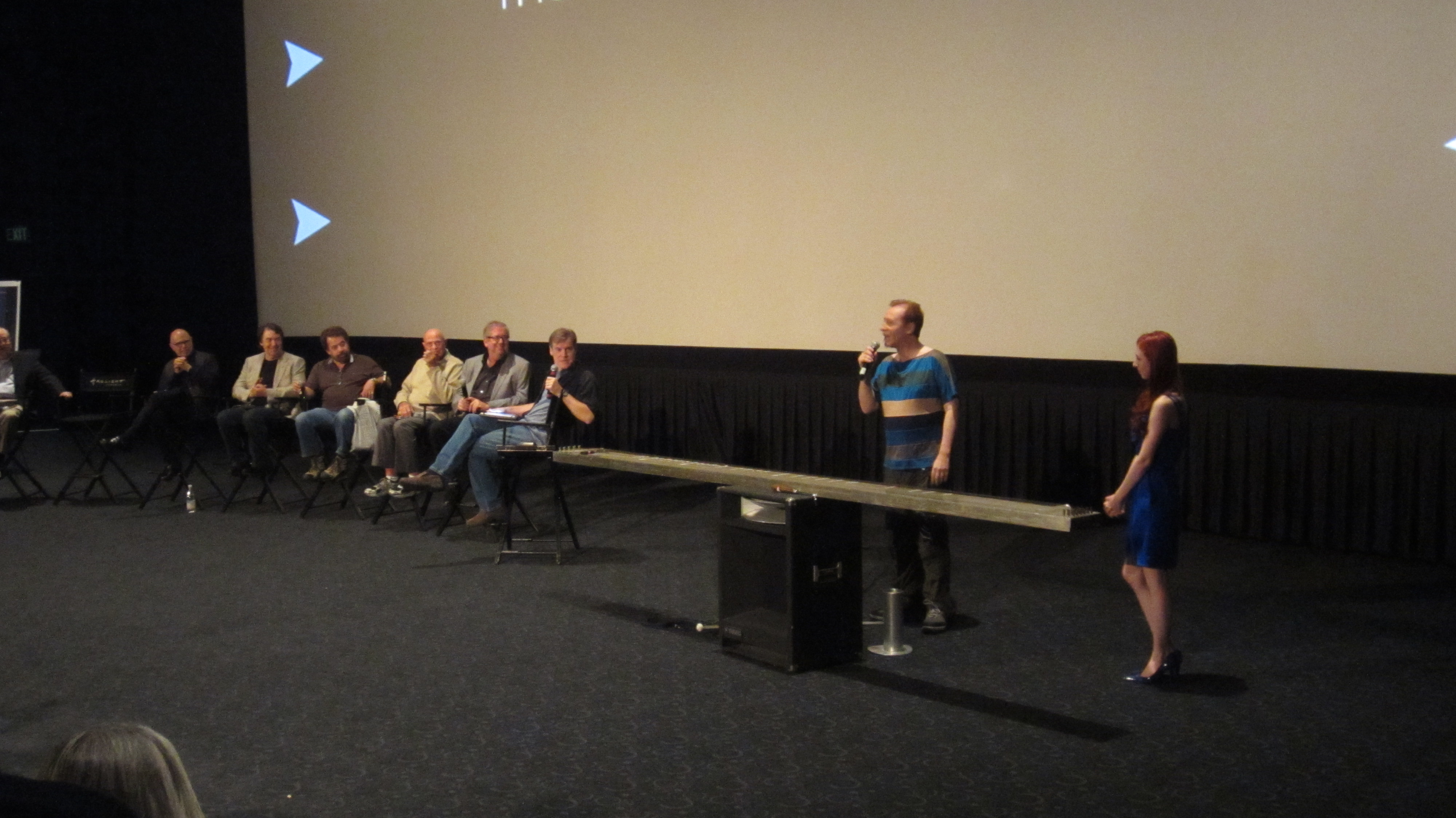
Craig Huxley stellt ein Blaster Beam auf einer Vorführung von Star Trek: Der Film in Los Angeles vor.

Ein Blaster Beam ist ein elektrisches Saiteninstrument, welches von dem Künstler John Lazelle in den 1970er Jahren erfunden wurde. Vier oder mehr Klaviersaiten sind dabei parallel über einen circa 6 Meter (18 Fuß) langen Körper aus Aluminium gespannt, die durch direktes Anschlagen oder auf andere Weise zum Schwingen gebracht werden. Hier kann auch eine polierte Kartusche benutzt werden.
Der Ton wird elektrisch abgenommen und verstärkt. Dabei entsteht ein metallisch-schnarrender Klang; die Tonhöhe kann stufenlos verändert werden. Einem breiteren Publikum wurde das Musikinstrument durch den Einsatz in Jerry Goldsmiths Filmmusik zu Star Trek: Der Film aus dem Jahre 1979 und dem Einsatz durch John Barry in der Filmmusik zu Das schwarze Loch bekannt.
Das Musikinstrument wird auch als Nachbau von dem japanischen Musiker Kitarō eingesetzt (unter der Bezeichnung Beam).